# Castelnau-d’Estrétefonds
Castelnau-d’Estrétefonds település Franciaországban, Haute-Garonne megyében. Lakosainak száma 6915 fő (2022. január 1.). Castelnau-d’Estrétefonds Pompignan, Grisolles, Bouloc, Fronton, Grenade, Ondes, Saint-Jory, Saint-Rustice, Saint-Sauveur és Villeneuve-lès-Bouloc községekkel határos.

## Népesség
A település népességének változása:
| Lakosok száma | 1432 | 1853 | 2518 | 4560 | 5912 | 6145 | 6334 | 6579 | 6689 | 6915 |
|               | 1968 | 1982 | 1990 | 2006 | 2013 | 2015 | 2017 | 2019 | 2020 | 2022 |